# Битва за Кан

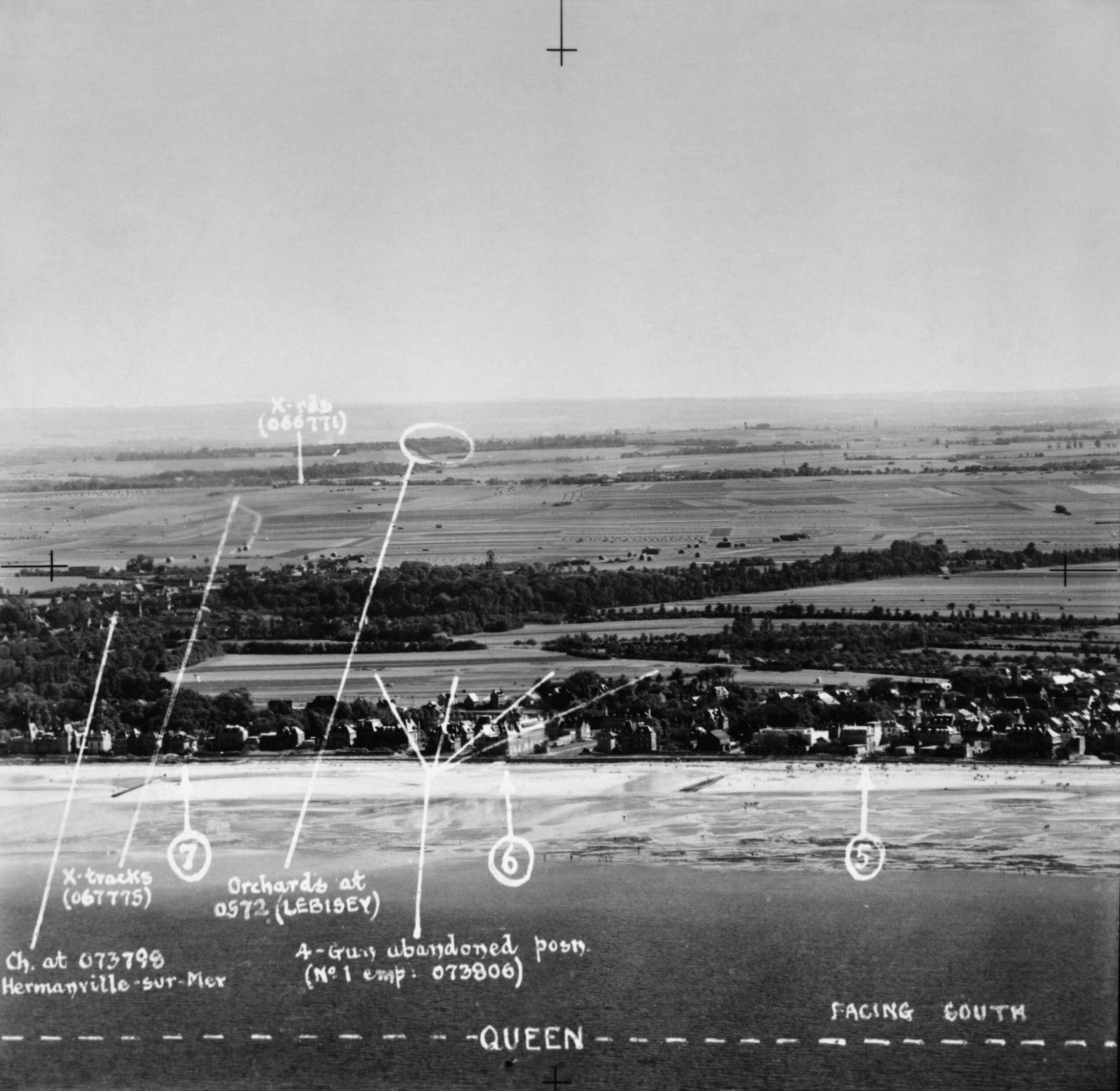
Аерофотознімок сектору «Квін» на плацдармі «Сорд»

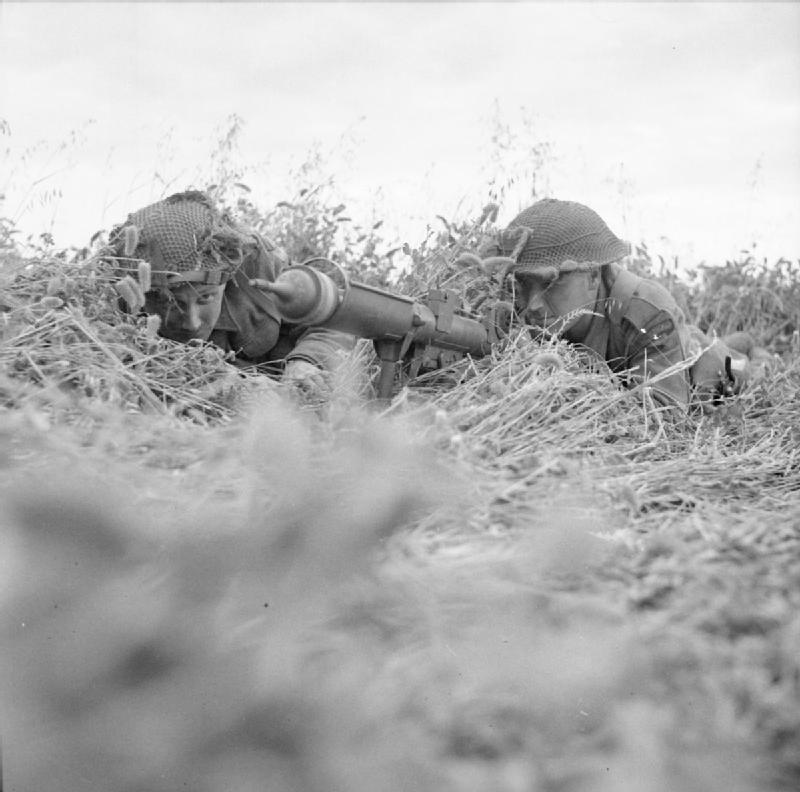
Британські солдати з РПГ PIAT на підступах до Кана. Червень 1944

Не варто плутати з битвою за Кан часів Столітньої війни
Битва за Кан (англ. Battle for Caen, нім. Schlacht um Caen) — битва між британсько-канадськими та німецькими військами за контроль і утримання французького міста Кан у ході Нормандської операції. Битва розпочалася відразу після висадки союзного десанту в операції «Нептун» і тривала протягом двох місяців з 6 червня до 6 серпня 1944 року.
Розташоване на відстані 14 км від північного морського узбережжя Нормандії місто Кан на літо 1944 року вважалося союзниками одним з найважливіших транспортних вузлів у всій смузі висадки сил вторгнення. В Кані з'єднувалися декілька залізниць, шосейних доріг і сходилися річки Орн, Одон і Канський канал, тому командування союзних армій розраховувало захопити його в перший же день операції «Нептун». Більш того, навколишня місцевість на відміну від характерного північно-французького ландшафту, насиченого бокажем, зрошувальними каналами, важкопрохідного для бойової техніки, мала відкритий рівнинний характер і давала можливість розвинути наступ в обох напрямках: або англо-канадським військам на схід, або німцям на захід для удару у фланг десанту, що висадився. Тому, обидві сторони чітко усвідомлювали стратегічне значення невеликого французького міста. Однак, через серйозні прорахунки та невиконання замисленого союзниками призвело до того, що міста Кан, а також Байо та Карантан, не були захоплені в перший день операції.
Союзники, закріплюючись на захоплених плацдармах та повільно розширюючи їх, згаяли час. Лише наступного дня після висадки, 7 червня 3-тя британська піхотна дивізія у взаємодії з британськими десантниками 6-ї дивізії розпочала операцію «Перч». За мету визначалося захоплення Кана та вихід на східний берег річки Орн. Однак, британські війська так і не змогли виконати визначене командувачем генералом Б.Монтгомері завдання, — захопити місто, бо німецькі війська, прекрасно розуміючи стратегічну значність міста, відчайдушно його обороняли. До того ж, чималу роль зіграли й затори на узбережжі, викликані великим скупченням людей і техніки на вузькій береговій смужці, що не дозволило підрозділам 3-ї дивізії оперативно просунутися до Кану.
Наприкінці червня в операціях «Матліт» і «Епсом» союзники поліпшили своє оперативне становище, по-суті обложивши ліву частину міста з трьох сторін, але головного — опанування Кана так і не досягли.
З 8 до 9 липня 1944 року британсько-канадські війська спробували провести наступну потужну наступальну операцію під кодовою назвою «Чарнвуд». Проте, попри масштабне бомбардування міста та околиць 457 бомбардувальниками союзникам вдалося захопити лише північну частину Кана, прорватися за річку Орн та створити плацдарми у південній частині міста німці їм не дали. 18-20 липня англо-канадські війська провели дві паралельні операції «Атлантик» і «Гудвуд» із застосуванням потужних бронетанкових з'єднань із завданням опанувати найбільшою східною частиною Кана, що відкривала шлях з Нормандії в центр Франції. Німці відчайдушно чинили опір та вимушені були утримувати на цьому напрямку свої найпотужніші танкові сили, зокрема XLVII, есесівські I і II танкові корпуси.
25 липня, через 8 тижнів після висадки союзників на узбережжя Нормандії, скориставшись перевагами ситуації, коли основне угруповання вермахту зав'язло в боях за Кан на східному фланзі сил вторгнення, американська 12-та група армії розпочала операцію «Кобра», метою якої було завдавання потужних ударів по всьому фронту, що займали американські війська, з метою прориву в глибину оборони військ вермахту. Одночасно, II канадський корпус завдавав відволікаючого удару північніше Кану для введення командування вермахту в оману стосовно дійсного напрямку зосередження основних сил англо-американських військ та тим самим сприяв успіху прориву головних сил союзників у ході операції «Кобра».
Результатом двомісячних запеклих боїв за місто та бомбардувань авіацією стало те, що Кан був практично вщент зруйнований, 73 % його будинків перетворилися на руїни, велика кількість місцевого французького населення загинула, так за даними декількох істориків з 60 000 населення до кінця битви живими лишилося тільки 17 000. У післявоєнний час Кан відновлювався протягом тривалого часу і лише в 1962 році закінчив роботи з реконструкції міста.

## Історія

### Передумови

#### Підготовка союзників до вторгнення
З прийняттям політичного рішення на проведення вторгнення союзних військ до північної Франції, Верховне командування союзників на Середземному морі було перенацілене на Західну Європу й планувальники Об'єднаного штабу приступили до деталізованої розробки плану висадки морського десанту — операції «Нептун». Для безпосереднього керівництва стратегічною операцією до Англії почали прибувати вищі командувачі. 23 жовтня 1943 року генерал-лейтенант Омар Бредлі очолив командування над усіма американськими військами, що готувалися до операції на Британських островах. З цих з'єднань та частин незабаром була сформована 1-ша американська армія. 2 січня 1944 року до Англії прибув командувач сухопутними військами союзників на етапі стратегічної операції — генерал Б. Монтгомері. 14 січня 1944 року до Лондона прибув генерал Д. Ейзенхауер, який перейняв на себе повноваження Верховного головнокомандувача союзних експедиційних сил в Європі. Загальне керівництво усіма морськими силами на себе перебрав британський адмірал сер Бертрам Рамсей. У повітряному просторі усі операції, за винятком завдань стратегічного бомбардування, були покладені на британського головного маршала ПС Т.Лі-Меллорі.
Основним завданням першого ешелону сил вторгнення визначалася висадка на п'ять плацдармів: «Юта», «Омаха», «Голд», «Джуно» та «Сорд», заволодіння до кінця «Дня Д» у районах висадки десанту смуг узбережжя й захоплення важливих ключових об'єктів: Гранкам-Мезі, Байо, Кан. Висадка британського повітряного десанту біля Кану та американського біля Сент-Мер-Егліз мали за мету всіляко сприяти висадці морського десанту та забезпечити ізоляцію району ведення бойових дій на флангах смуги вторгнення. Десант, який пропонувалося провести вночі напередодні операції, мав завданням захопити вузли доріг, переправи, мости та інші ключові об'єкти, й стати на заваді контратак військ вермахту та максимально порушувати систему управління військами противника в операційній зоні.
Подальше просування тих, що наступають, у загальному напрямку на південь та південний захід, із завданням розгрому військ вермахту на захід від річки Орн, обійти противника між річками Орн та Дів і, захопивши зручний плацдарм, створити передумови для подальшого просування на Шербур. Планом визначалося виконання цих завдань протягом 8 діб, за цей час на узбережжі зосередяться щонайменше 12 дивізій.

#### Війська вермахту
В районі запланованої висадки союзного десанту оборонялися формування 7-ї польової армії генерал-полковника Ф. Долльмана, що мала у своєму складі 9 піхотних і одну танкову дивізії. Безпосередньо в районі висадки морського десанту англо-американських військ основними силами берегової оборони були 716-та, 709-та, 352-га піхотні й 91-ша авіапольова дивізії вермахту. Додатково до складу дивізії входив 6-й парашутний полк зі складу 2-ї парашутної дивізії.
Оборона німецьких підрозділів на цій ділянці узбережжя спиралася на систему фортифікаційних укріплень, яка складалася з дотів, дзотів, протитанкових перешкод, інженерних загород у воді у вигляді металевих і залізобетонних надовбів, що затоплялися при припливах. Поздовж усього узбережжя були підготовлені ешелоновані вогневі рубежі для артилерійських систем різного калібру.

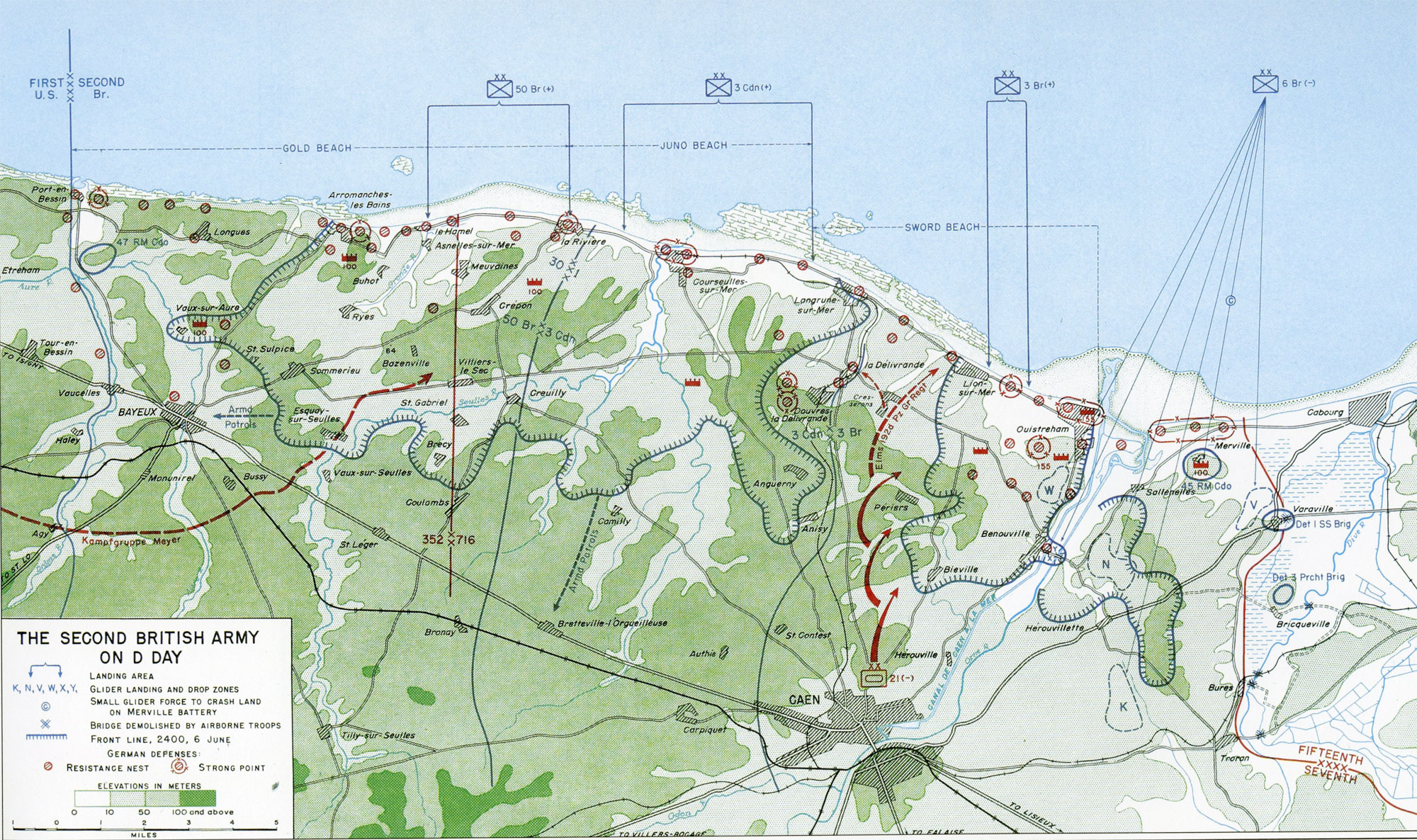
Карта висадки 2-ї британської армії на плацдарми в Нормандії

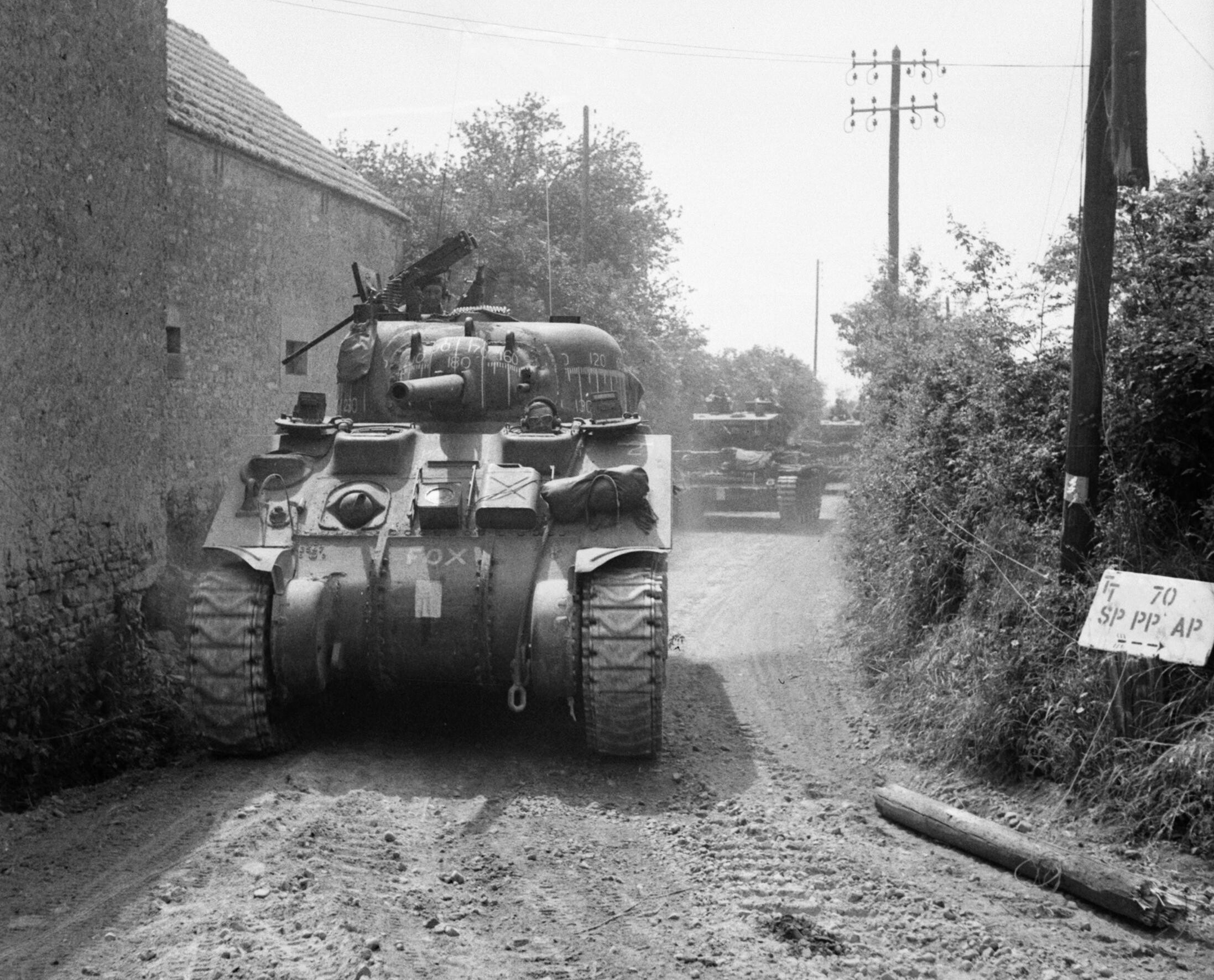
Танки союзників M4 «Шерман» та Cromwell на вулицях Тії-сюр-Сель. 13 червня 1944

Водночас, попри інтенсивну підготовку до ймовірного вторгнення англо-американських військ, погляди гітлерівського командування щодо побудови власної оборони на Заході не мали усталеної парадигми щодо того, яким все ж таки чином будувати оборону: будувати лінійну оборону поздовж усього узбережжя чи сподіватися на ведення маневрових дій мобільними силами. Навіть два головних керівники: Г. фон Рундштедт та Е. Роммель не змогли дійти порозуміння щодо оборонної доктрини на Заході.

#### Кан у планах союзників

Шотландські стрільці виготовилися для початку атаки Кану. Операція «Епсом». 26 червня

Старовинне нормандське місто Кан, займаючи стратегічно вигідну позицію в цьому регіоні й граючи виняткову роль у системі транспортних комунікацій на нормандському узбережжі Франції, було по-суті, головною зв'язувальною ланкою між півостровом Котантен та Францією. Топографічна оцінка районів вторгнення визначила, що плацдарми висадки на сході Нижньої Нормандії біля Кана були дуже зручними для морського десантування. Поля насичені бокажем, були значно південніше й надавали можливість британцям діяти танковими підрозділами на першому, найбільш відповідальному етапі вторгнення. Більш цього, прилеглі фермерські ділянки були зручні надалі для влаштування передових польових аеродромів, якими могла скористатися союзна авіація. Тому, за планом вторгнення, британсько-канадські сили повинні захопити в перший же день ключові об'єкти — міста Байо та Кан, і просунутися якомога південніше та південно-східніше. Заволодівши найбільш важливими транспортними вузлами, наступаючі з'єднання в такій спосіб перерізали шляхи підходу німецьких резервів до півострову Котантен і надавали змогу американцям, що діяли праворуч, закріпитися на своїх плацдармах.

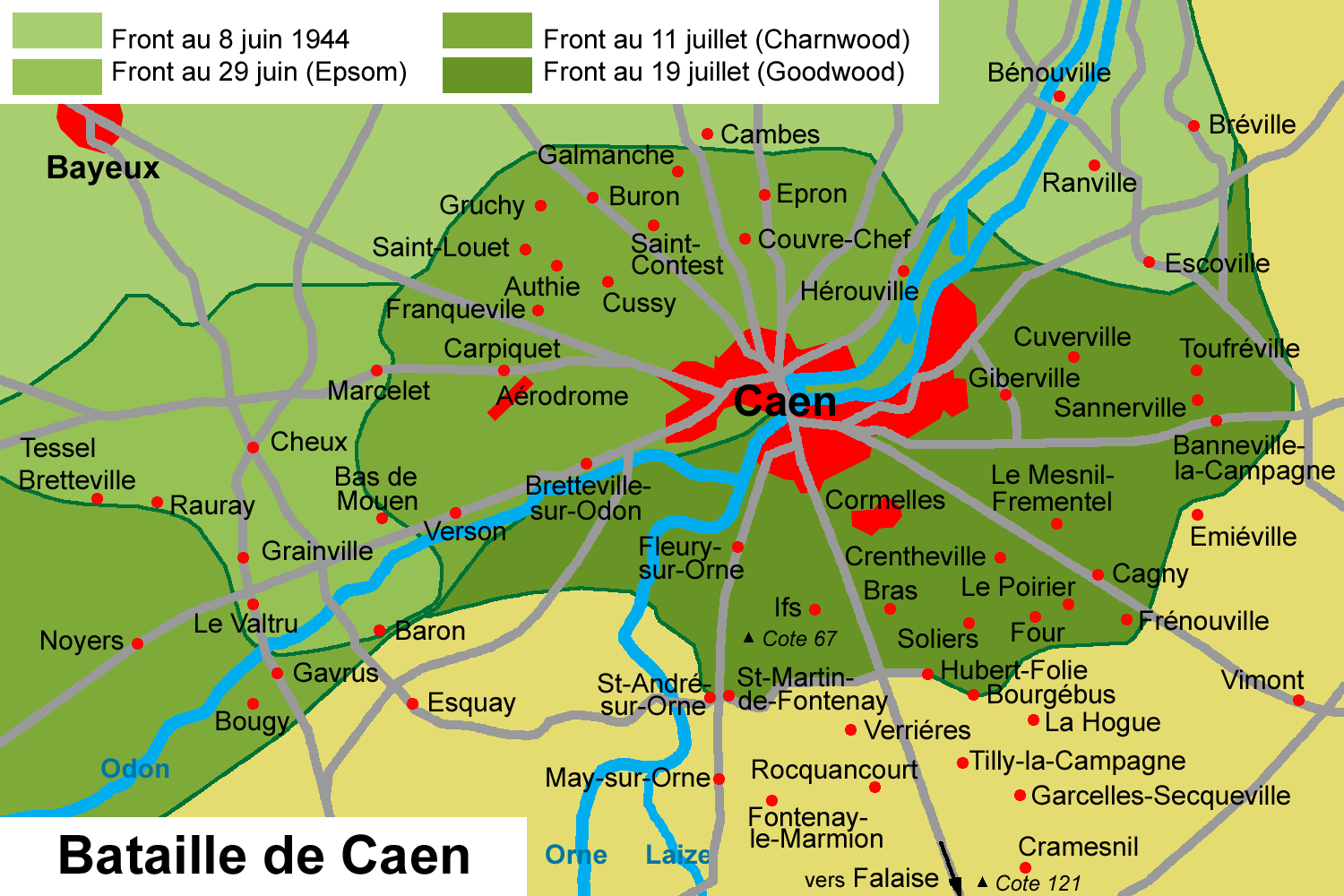
Карта бойових дій із захоплення Кана

Захоплення Кана визначалося на усіх рівнях командування, як найголовніше завдання для британців, тому що заволодіння цим містом відкривало шляхи для подальшого просування союзників у загальному напрямку на Париж. На розташований на найсхіднішому фланзі всієї зони висадки союзних військ, на відстані 12 км від Кана плацдарм «Сорд» мала висаджуватися 3-тя британська піхотна дивізія. Дивізія здійснювала висадку одночасно зі своїми силами підтримки — 27-ю окремою танковою бригадою, 1-ю бригадою спеціальних операцій (посилену французькими командос) і додатковими силами, в тому числі підрозділами 79-ї бронетанкової бригади.
Основним завданням 3-й піхотній дивізії Великої Британії визначалося — захоплення міста Кан, оволодіння й утримання в його околицях на віддаленні 18 км від узбережжя аеродрому Карпіке; вихід до зон висадки 6-ї повітрянодесантної дивізії, яка мала захопити та утримати мости через Орн, і захопити пануючі висоти навколо Кана. Командир I корпусу британців лейтенант-генерал Дж. Крокер перед висадкою віддав чіткий наказ: місто має бути або захоплене до кінця 6 числа або ефективно блоковане, позбавивши німців можливості вирватися з міста.

### Вторгнення

#### Операція «Нептун»
У перші години 6 червня 1944 року передові підрозділи 6-ї британської повітрянодесантної дивізії з 1-м канадським парашутним батальйоном висадилися за планом операції «Тонга» на французьку землю. Британські десантники з ходу захопили мости біля Бенувіль-Ранвіль, часткою сил вивели з ладу Мервільську берегову артилерійську батарею противника, що загрожувала плацдарму «Сорд».
О 07:25 зранку I корпус лейтенант-генерала Д. Крокера висадив перший ешелон на плацдармі «Сорд». На етапі вторгнення опір німців на плацдармі був відносно слабким. Однак, суворі погодні умови в зоні висадки, сильний вітер, просування припливної хвилі вглиб суходолу, призвело до того, що замість звичайних 150 м, пляжна смуга скоротилася до 15 метрів. Морський десант, який висаджувався потік за потоком з десантно-висадочних засобів на берег, зіткнувся з тим, що військам не було куди подітися. Незнищенні вогнем корабельної артилерії та авіацією вогневі точки німців продовжували обстріл пляжів й завдавали чутливих втрат союзникам. Тільки до 10:30 британські та канадські дивізії змогли на плацдармі завширшки тільки 8,0 км висадити 15 піхотних батальйонів, 5 загонів «коммандос», 7 бронетанкових полків, 2 полки королівських морських піхотинців, 9 артилерійських полків і 2 інженерних полки. До полудня під сильним обстрілом німецької артилерії, британські війська здолали основну лінію оборони противника на узбережжі і до 13 годин досягли річки Орн, де з'єдналися з парашутистами, висадженими у тил противника. 3-тя канадська піхотна дивізія, посилена 2-ю канадською бронетанковою бригадою, що висадилися на плацдарм «Джуно», розвинула наступ на південь і незабаром захопила Карпіке, перерізавши важливу дорогу Кан-Байо. 3-тя британська піхотна дивізія з 27-ю бронетанковою бригадою почала просування на Кан.
На союзників несподівано чекав організований опір підрозділів берегової оборони вермахту; розчленовані на окремі осередки спротиву, німці затято відбивали наступ противника. Передові підрозділи 3-ї британської піхотної дивізії спочатку швидко почали просуватися з плацдарму «Сорд» на південь, опанували Ерманвіль, Уїстреам, Кольвіль-сюр-Мер, але зіткнувшись з опором 716-ї піхотної дивізії вермахту на опорних пунктах «Даймлер», «Гілман», «Морріс» та «Ровер», британці змушені були зупинитися. Грамотно та ефективно побудована система оборона німецьких військ на канському напрямку поступово звела нанівець увесь наступальний порив британської дивізії. О 16:00 британські війська на східному фланзі зони вторгнення піддалися атаці танкових підрозділів 21-ї танкової дивізії Вермахту, у тому числі до 50 танків Т-IV — проте зазнавши певних втрат після авіаційних ударів союзників і зіткнувшись з лютим опором десанту, німецьке угрупування не змогло досягти значного успіху і у результаті до вечора 6 червня вимушене було відійти на вихідні позиції.
Отже, незважаючи на загалом успішний початок вторгнення до Нормандії, відносно слабку організацію протидії з боку керівництва вермахту на Західному фронті, британсько-канадським військам так і не вдалося виконати завдання першого дня битви. Армія союзників зупинилася в кількох кілометрах від північної околиці міста та зосередилася на поліпшенні захоплених позицій.

Карта операції «Перч»

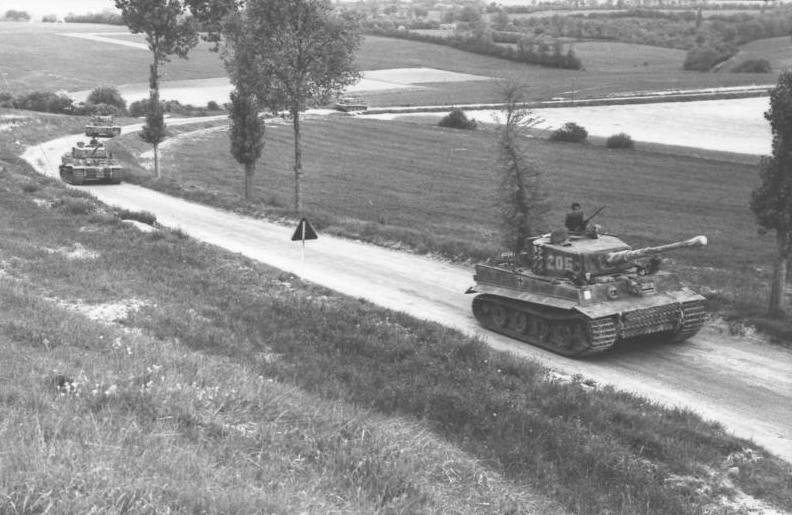
Колона важких танків «Тигр» СС-оберштурмфюрера М. Віттмана зі складу 101-го важкого танкового батальйону СС висувається до Вілле-Бокаж. Бій у Віллер-Бокаж. 13 червня 1944

#### Операція «Перч»
7 червня 1944 року, наступного дня після висадки в Нормандії, британське командування розпочало операцію «Перч». Зрив замислу операції, відповідно до якого планувалося захопити Кан у перший день вторгнення, привніс серйозних змін у загальний задум британсько-канадського командування. Лише після зосередження своїх сил на вихідних рубежах північніше Кана, британці розпочали наступальні дії на французьке місто силами I та XXX британських корпусів. Метою наступу визначалося оточення та захоплення міста, зайнятого нацистами, розгром угруповання противника, й таким чином, створення умов для прориву британської 2-ї армії на оперативний простір східніше Кана.
Однак, Головнокомандування Вермахту «Захід» на чолі з генерал-фельдмаршалом Г. фон Рундштедтом, за час, що британці втратили на подолання першої смуги оборони німецьких військ, встигли перекинути на найзагрозливиший напрямок в зоні вторгнення противника потужні резерви, а саме передові підрозділи I танкового корпусу СС під командуванням СС-оберстгруппенфюрера З. Дітріха.
XXX корпус генерала Дж. Бекнейла широким охоплюючим маневром намагався обійти угруповання вермахту, що обороняло Кан, з південного напрямку, але під Тії-сюр-Сель наразився на свіжі танкові частини есесівців і ув'язався в затяті бої, а при спробі британської 7-ї бронетанкової дивізії прорватися під Вілле-Бокаж стався бій з двома танковими ротами 101-го важкого танкового батальйону СС 1-ї танкової дивізії Лейбштандарте-СС «Адольф Гітлер», які завдали нищівної поразки британцям.

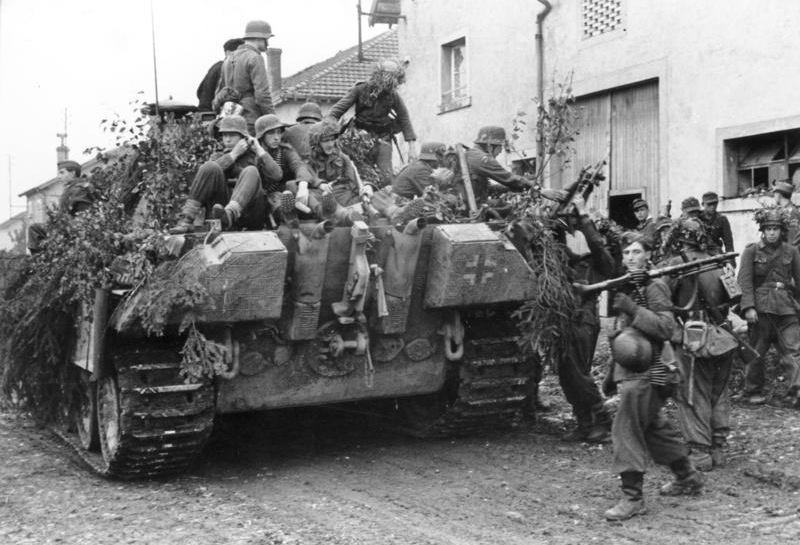
Німецька піхота спішується з танку «Пантера». 21 червня 1944

На правому фланзі ХХХ корпусу німецька 352-га піхотна дивізія була розбита 50-ю Нортумбрійською дивізією і 1-ю американською дивізією, а її залишки були змушені відступити на південь, залишивши 12,1 км пролом у німецькому фронті. Але в цілому, незважаючи на частковий успіх на деяких напрямках, британська 2-га армія завдання операції не виконала та перейшла до оборони на захоплених рубежах, напівоточивши Кан.

#### Операція «Епсом»
Після невдачі операції «Перч» та розгрому ударної групи 23-ї бронетанкової бригади 7-ї дивізії під Вілле-Бокаж, командування 2-ї армії перейшло до тактики невеликих за розмахом атак, намагаючись поліпшити своє тактичне положення навколо Кана і створити умови для продовження наступу. Німці зосереджували свої новоприбулі панцерні резерви для укріплення власної оборони по периметру Кана. Одночасно британці почали готуватися до ще одного великого наступу на Кан, операції під назвою «Епсом».
25 червня після потужної артилерійської підготовки ХХХ корпус (49-та, 50-та піхотні дивізії і 8-ма бронетанкова бригада) розпочав операцію «Марлет», підготовчу фазу до більш масштабної операції «Епсом». Метою цього наступу визначалося захоплення узвишшя Рорей, населені пункти Фонтене-ле-Пенель, Тессель, Бреттевіль і Жувіньї-сюр-Сель. На висотах пагорбів оборону тримали 3-й батальйон 26-го танково-гренадерського полку СС і частина 12-го танкового полку 12-ї танкової дивізії СС; обидва підрозділи були виснажені бойовими діями в попередні тижні, але займали добре обладнані фортифікаційні позиції. В ході боїв, що точилися протягом кількох днів британцям вдалося здобути частину визначених цілей, але бої за узвишшя Рорей з перемінним успіхом продовжувалися під час операції «Епсом».

Королівські сапери рушать крізь руїни Кану в пошуках мінних полів та мін-пасток. 10 липня 1944

26 червня із завершенням підготовки VIII корпусу, британські війська розпочали основну фазу наступу операції «Епсом», яка мала за мету опанування висот навколо Бреттвіль-сюр-Лез південніше Кана. Початку британського наступу передувала потужна вогнева підготовка із залученням 736 артилерійських гармат, авіанальотом 250 британських бомбардувальників та вогнем кораблів Королівського флоту. I та XXX корпуси діяли на другорядних напрямках, сковуючи сили вермахту по всій лінії зіткнення. На напрямку головного удару діяла 15-та шотландська піхотна дивізія, посилена 31-ю танковою бригадою, що прорвали оборону німців та до кінця доби вийшли на визначені рубежі. Протягом наступних двох днів британські частини вибили німецькі війська на значній площі та подолавши Одон, створили плацдарми на східному березі річки. До 30 червня сторони вели затяті бої за утримання вигідних позицій та вводили свої резерви, намагаючись поліпшити стан своїх військ. Британська армія ввела в битву 43-ю піхотну дивізію, а частини I та II танкових корпусів СС проводили контратаку, змусивши відступити противника із захоплених рубежів.
За час операції VIII корпус просунувся майже на 10 км. Ціною застосування своїх останніх резервів німці змогли зупинити британський наступ. Однак, у ході битви командування вермахту виснажило свої сили, більше резервів для удару по плацдарму в Нормандії в них не лишилося. Більш того, усі наявні танкові війська билися на канському напрямку й не могли бути перекинути проти 1-ї американської армії або відведені до резерву. В період з 26 по 30 червня бойові дії коштували 2-й британській армії втраті 4078 чоловіків, тільки у VIII корпусі загинуло 470 осіб, 2187 було поранено та 706 зниклі безвісти. Німці втратили близько 3000 військових та 126 танків.

#### Операція «Чарнвуд»
З 8 до 9 липня 1944 року союзники, шляхом проведення операції «Чарнвуд», здійснили четверту спробу опанувати зайняте німцями місто Кан. Паралельно союзне командування розраховувало скувати значні сили німецьких військ під Каном, зокрема їхні танкові з'єднання, щоб не допустити перекидання їх в американський сектор, в якому планувалося здійснити прорив німецької оборони.
На світанку 8 липня після масованого нальоту бомбардувальників, що знищила більшу частину Старого міста, британські війська перейшли в наступ. Батальйони трьох піхотних дивізій під прикриттям потужного артилерійського вогню атакували німецькі позиції в північній частині Кана. Війська I британського корпусу, підтримувані трьома бронетанковими бригадами, поступово просувалися, долаючи опір 12-ї танкової дивізії СС «Гітлерюгенд» і 16-ї авіапольової дивізії люфтваффе. До кінця дня 3-тя канадська, а також 3-тя і 59-та британські піхотні дивізії зачистили села, що були на їхньому шляху, і дісталися до околиць Кана. Вступивши в місто на світанку наступного дня, союзники зустріли опір залишків німецьких частин, що почали відступати за річку Орн. Рано вранці канадці захопили аеродром в Карпіке, а до 18:00 британські та канадські війська з'єдналися і підійшли до північного берега річки Орн. Британський I корпус припинив операцію після того, як стало відомо, що вцілілі мости Кана охороняються противником або непрохідні, а німецькі резерви на протилежному березі річки, займають підготовлені опорні пункти й готові дати відсіч у разі спроби перетину мостів.

Вуличні бої за місто. Операція «Чарнвуд». 10 липня 1944

З тактичної точки зору, незважаючи на втрати, понесені корпусом, операція «Чарнвуд» виявилася успішною: північна частина Кана була захоплена, а двом німецьким дивізіям, що обороняли місто, було завдано серйозних втрат. Однак, з оперативної точки зору результати операції виявилися неоднозначними: німці відвели за Орн усі частини, що знаходилися на північному березі річки. Німці змогли організувати сильну лінію оборони вздовж двох пагорбів на південь від міста.

Британські солдати переховуються від мінометного вогню німців. 10 липня 1944

10 липня 43-тя Вессекська піхотна дивізія за підтримки 4-ї бронетанкової бригади розпочала наступ за планом операції «Юпітер» із західного напрямку, намагаючись блокувати шляхи ймовірного відходу німецьких військ із займаних позицій після проведення операції «Чарнвуд». На ділянці прориву оборонялися п'ять піхотних батальйонів, посилених двома батальйонами важких танків «Тигр», двома самохідними батареями «Штурмгешуц» та шестиствольними системами некерованої реактивної артилерії «Небельверфер». Основні сили були від 10-ї танкової дивізії СС, з окремими підрозділами від 9-ї та 12-ї танкових дивізій СС у резерві. Британці намагалися стрімким наступом прорватися оборону противника на напрямку Барон-сюр-Одон, Фонтен-Етупфур та до 9:00 здобути панівну висоту 112. Початку атаки передувала артилерійська підготовка морської та наземної артилерії, авіаційні удари тактичної авіації та мінометний обстріл німецьких позицій силами тих підрозділів, що наступали. Однак, спираючись на систему фортифікаційних укріплень, танки «Тигр» 102-го важкого танкового батальйону СС влучним веденням вогню зі своїх позицій знищили багато британських танків «Черчилль» та «Шерман». Висота 112 переходила з рук в руки, але жодна зі сторін не змогла закріпитися на цьому рубежі. В результаті операції частину французьких сіл було визволено, і хоча головної мети операції не було досягнуто, командуванню II танкового корпусу СС довелося кинути в бій усі свої резерви, щоб стримати британський наступ.

#### Операція «Гудвуд»
18 липня VIII армійський корпус силами трьох бронетанкових дивізій почав черговий наступ у напрямку утримуваного нацистами хребта Бургебю. За планом операції «Гудвуд» британське ударне угруповання лейтенант-генерала Р. О'Коннора мало потужним ударом прорвати оборону гітлерівців на ділянці Бреттвіль-сюр-Лез — Вімон і в такій спосіб примусити противника ввести в битву свої останні танкові резерви для проведення контратаки. За кілька днів до початку цього танкового прориву командувач 2-ї британської армії генерал М. Демпсі ввів у бій формування XXX і XII корпусів у районі Одона, зв'язуючи основні сили танкової групи «Захід» генерала танкових військ Г. Ебербаха своїми діями та позбавляючи їх можливості маневру.
18 числа ще один британський армійський корпус, I, лейтенант-генерала Дж. Крокера розпочав активні дії на східному фланзі VIII корпусу, сковуючи війська вермахту, що їм протистояли. Тим часом II канадський корпус лейтенант-генерала Г.Сімондса за планом операції «Атлантик» почали наступ, маючи за мету зачищення південніше річки Орн від вцілілих підрозділів противника останніх рубежів біля Кана.
Масований та розосереджений одночасний наступ британсько-канадських військ повністю деморалізував німецьке командування. Хоча вони були готові до активних дій противника, але потужніший удар біля хребта Бургебю зламав їхні плани щодо протидії наступу Б.Монтгомері. У результаті цього околиці Кана були звільнені від німців, союзники захопили цілі плацдарми на протилежному березі річки та просувалися вже по південних кварталах міста. Німецьке командування вирішило, що головний удар завдається на східному фланзі смуги оборони і перекинуло поспіхом з-під Комона на цю ділянку останній мобільний резерв — бронегрупу від 2-ї танкової дивізії генерал-лейтенанта Г. фон Лютвіца. У затятих боях обидві сторони зазнавали величезних втрат. Так, на думку деяких військових істориків, під час танкових боїв у ці дні, британці втратили понад 4000 осіб та майже 500 танків, тобто 36 % від усіх своїх танків, що були тоді у Франції.
Оцінюючи загрозу, командування німецької армії зосередило на вузькій ділянці біля Кана проти 2-ї британської армії свої найпотужніші сили. За станом на 25 липня гітлерівці мали тут 600 танків, зокрема усі важкі танки «Тигр». Для порівняння американській 1-й армії протистояло на той час лише 150 танків вермахту та СС.

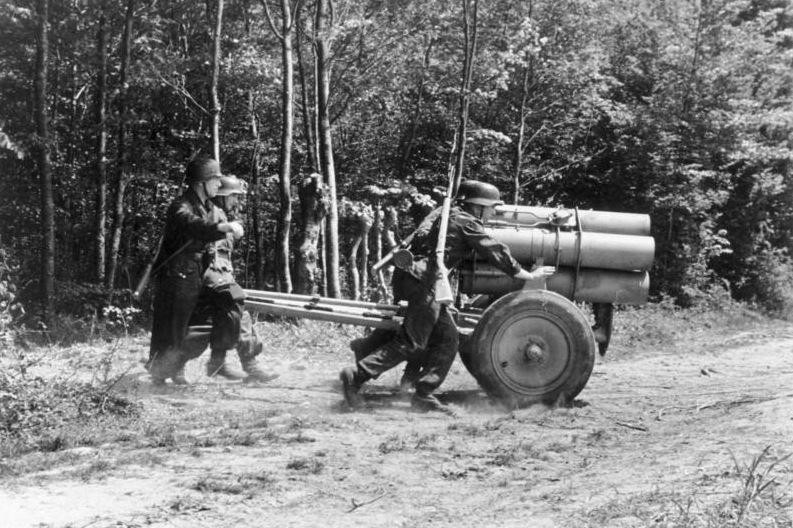
Німецькі солдати викочують реактивний міномет 21 cm Nebelwerfer 42 на вогневу позицію. 1944

В результаті проведення союзниками складних операцій «Гудвуд» і «Атлантик» стало фактичне визволення всього Кана та утворення на його правому березі міцного плацдарму. Війська вермахту, зазнавши величезних втрат у живій силі та техніці, й головне, позбувшись ініціативи, вже не змогли протистояти британсько-канадським військам на східному фланзі зони вторгнення союзників.

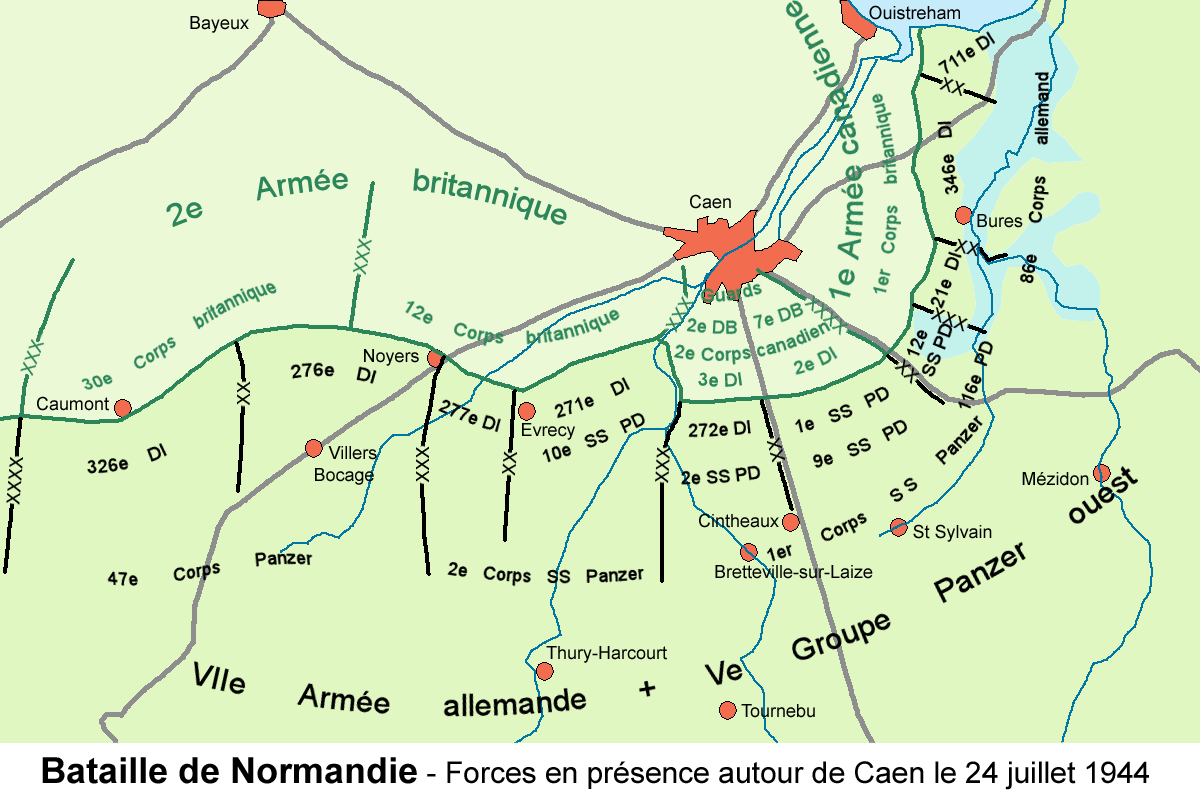
Положення сторін за станом на 24 липня 1944

#### Операція «Спрінг»
25 липня 2-й канадський корпус лейтенант-генерала Г. Сімондса розпочав операцію «Спрінг» з метою завдання відволікаючого удару на східному фланзі сил вторгнення та введення противника в оману стосовно дійсного напрямку зосередження основних сил англо-американських військ і, в такій спосіб, сприяти успіху прориву головних сил союзників в операції «Кобра». Зокрема, операція «Спрінг» мала за мету захоплення хребта Верр'єр Рідж і населених пунктів на південному схилі хребта. Проте, міцна оборона німців по хребту, а також вміла організація та проведення ними контратак, що завдавала великих втрат наступаючим військам, змусила канадців припинити наступ вже на перший день. Водночас, загалом операція зірвала плани німецького командування щодо перекидання головних сил 2-го танкового корпусу СС на західний фланг зони вторгнення й допомогла утримати оборону в англо-канадському секторі.

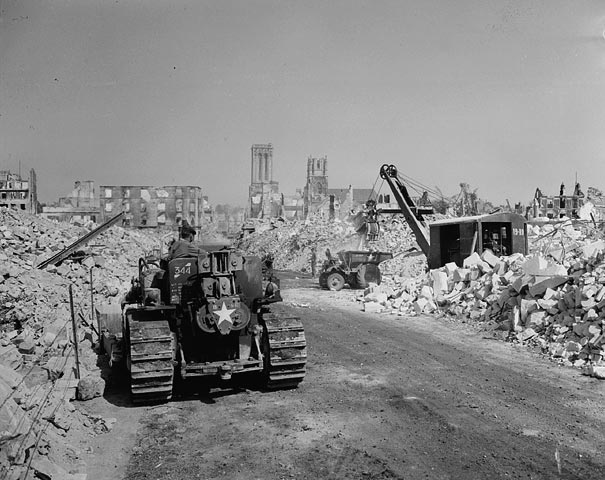
Руїни Кана після багатомісячних боїв за місто. 4 серпня 1944

## Відео
- Поля сражений. фильм двадцать пятый. Битва за Кан.